# 沼田都市圏
沼田都市圏（ぬまたとしけん）は、群馬県沼田市を中心とする都市圏である。

## 定義
一般的な都市圏の定義については都市圏を参照。

### 「10% 都市圏」（通勤圏）
- 沼田市を中心市とする都市雇用圏（10% 通勤圏）の人口は8万9032人（2010年国勢調査基準）。
- 中心 DID（人口集中地区）人口は2万138人（2010年）。

都市雇用圏（10% 通勤圏）の変遷
| 自治体 ('80) | 1980年                | 1990年                | 1995年                | 2000年                | 2005年                | 2010年                | 2015年                | 自治体 ('15) |
| ------------ | --------------------- | --------------------- | --------------------- | --------------------- | --------------------- | --------------------- | --------------------- | ------------ |
| 片品村       | -                     | -                     | -                     | -                     | 沼田 都市圏 9万3927人 | 沼田 都市圏 8万9032人 | 沼田 都市圏 8万3407人 | 片品村       |
| 利根村       | -                     | -                     | -                     | 沼田 都市圏 8万6121人 | 沼田 都市圏 9万3927人 | 沼田 都市圏 8万9032人 | 沼田 都市圏 8万3407人 | 沼田市       |
| 沼田市       | 沼田 都市圏 7万3351人 | 沼田 都市圏 7万3555人 | 沼田 都市圏 8万2213人 | 沼田 都市圏 8万6121人 | 沼田 都市圏 9万3927人 | 沼田 都市圏 8万9032人 | 沼田 都市圏 8万3407人 | 沼田市       |
| 白沢村       | 沼田 都市圏 7万3351人 | 沼田 都市圏 7万3555人 | 沼田 都市圏 8万2213人 | 沼田 都市圏 8万6121人 | 沼田 都市圏 9万3927人 | 沼田 都市圏 8万9032人 | 沼田 都市圏 8万3407人 | 沼田市       |
| 川場村       | 沼田 都市圏 7万3351人 | 沼田 都市圏 7万3555人 | 沼田 都市圏 8万2213人 | 沼田 都市圏 8万6121人 | 沼田 都市圏 9万3927人 | 沼田 都市圏 8万9032人 | 沼田 都市圏 8万3407人 | 川場村       |
| 昭和村       | 沼田 都市圏 7万3351人 | 沼田 都市圏 7万3555人 | 沼田 都市圏 8万2213人 | 沼田 都市圏 8万6121人 | 沼田 都市圏 9万3927人 | 沼田 都市圏 8万9032人 | 沼田 都市圏 8万3407人 | 昭和村       |
| 月夜野町     | 沼田 都市圏 7万3351人 | 沼田 都市圏 7万3555人 | 沼田 都市圏 8万2213人 | 沼田 都市圏 8万6121人 | 沼田 都市圏 9万3927人 | 沼田 都市圏 8万9032人 | 沼田 都市圏 8万3407人 | みなかみ町   |
| 新治村       | -                     | -                     | 沼田 都市圏 8万2213人 | 沼田 都市圏 8万6121人 | 沼田 都市圏 9万3927人 | 沼田 都市圏 8万9032人 | 沼田 都市圏 8万3407人 | みなかみ町   |
| 水上町       | -                     | -                     | -                     | -                     | 沼田 都市圏 9万3927人 | 沼田 都市圏 8万9032人 | 沼田 都市圏 8万3407人 | みなかみ町   |

- 2005年2月13日：白沢村、利根村が沼田市へ編入する。
- 2005年10月1日：月夜野町、水上町、新治村が合併しみなかみ町となる。